# Noc i Dzień (film)
Noc i dzień – krótkometrażowy film animowany, wyprodukowany w studiach Pixara, w reżyserii Teddy'ego Newtona. Film wszedł do dystrybucji w czerwcu 2010, był pokazywany w amerykańskich kinach przed projekcjami Toy Story 3. W Polsce ukazał się w wydaniu DVD Disney Pixar: Kolekcja krótkometrażówek. Animacja łączy w jednym filmie elementy dwu- i trójwymiarowe. 

## Treść
Film rozgrywa się na dwóch płaszczyznach: w warstwie dwuwymiarowej pokazane są dwie postaci, personifikacje dnia i nocy. Wewnątrz zarysu ich sylwetek widz ogląda ten sam trójwymiarowy krajobraz, w jednej za dnia, w drugiej – nocny. Dzień i Noc obserwują nawzajem sceny rozgrywające się w ich wnętrzu, każde patrzy z zazdrością na rywala, dochodzi do przepychanek w walce o atrakcyjne elementy pejzażu. Dzień chce zająć miejsca, które wypełniają obrysy Nocy, Noc usiłuje zawłaszczyć pejzaże Dnia. Okazuje się jednak, że to samo miejsce, atrakcyjne jedną porą, staje się szare i nudne gdy nastaje druga. 
Gdy wewnątrz Dnia zmierzcha, w obrysie nocy nastaje świt. Przez moment obie sylwetki pokazują ten zam obraz. Teraz role się odwracają, Dzień staje się Nocą i vice versa. Okazuje się, że każda z personifikacji może być szczęśliwa, obejmując swoją sylwetką inne rejony krajobrazu: Nocą dobrze prezentują się fajerwerki, za dnia plaża pełna wypoczywających ludzi.

## Nagrody
Film był nominowany do Oscara w kategorii najlepszy krótkometrażowy film animowany za rok 2010, zdobył nagrodę Annie dla krótkometrażowego filmu animowanego za rok 2010.